# Schematisch overzicht federale indeling België
Deze tabel geeft een schematisch overzicht van de organisatie van de Belgische overheden volgens de principes van Trias Politica (de theoretische leer achter de scheiding der machten) naar territoriaal niveau (verticale machtenscheiding) voor de wetgevende, uitvoerende en rechterlijke macht (horizontale machtenscheiding).
| Geografisch niveau | Kaart | Wetgevende macht | Uitvoerende macht                                                                          | Rechterlijke macht                                           |
| --- | ----- | --- | ------------------------------------------------------------------------------------------ | ------------------------------------------------------------ |
| België: Federaal niveau |       | Kamer van volksvertegenwoordigers, Senaat en de Koning | De Belgische regering en de Koning                                                         | Raad van State, Grondwettelijk hof (of vroeger Arbitragehof) |
| Regionaal niveau: Gemeenschappen Bevoegd voor personele materies (uitgenomen de organisatie van de Erediensten): - Vlaamse Gemeenschap: Alle Vlaamse provincies en Brussel (*) - Franse Gemeenschap: Alle Waalse provincies (met uitzondering van de Duitstalige gemeenten) en Brussel - Duitstalige Gemeenschap: Duitstalige gemeenten |       | - Vlaams Parlement (118 Vlaamse + 6 Brusselse leden) en de Vlaamse Regering - Parlement van Franse Gemeenschap: (75 Waalse + 19 Brusselse leden) en de Franse Gemeenschapsregering - Parlement van de Duitstalige Gemeenschap en de Regering van de Duitstalige Gemeenschap | - Vlaamse Regering - Franse Gemeenschapsregering - Regering van de Duitstalige Gemeenschap | Raad van State                                               |
| Regionaal niveau: Gewesten: Bevoegd voor plaatsgebonden materies (ruimtelijke ordening en stedenbouw, economie, werkgelegenheid, landbouw, openbare werken, vervoer (gedeeltelijk), buitenlandse handel, gemeente-en provinciewet): - Vlaams Gewest en Vlaamse Gemeenschap bevoegdheden zijn gefusioneerd; Vlaamse provincies uitgenomen de 19 gemeenten van het Brusselse gewest - Waals Gewest: Alle Waalse provincies: uitgenomen Brussels gewest - Brussels Hoofdstedelijk Gewest |       | - Vlaams Parlement (118 leden. Enkel als er gezeteld wordt als gemeenschapsraad zijn het 124 leden) en de Vlaamse Regering - Waals Parlement - Brussels hoofdstedelijk parlement                                                                                            | - Vlaamse Regering - Waalse regering - Brusselse hoofdstedelijke regering                  | Raad van State                                               |
| Provinciaal |       | Provincieraad | Bestendige deputatie                                                                       | Hof van beroep, hof van assisen                              |
| Arrondissement |       | | Arrondissementscommissaris (vroegere Prefect)                                              | Rechtbank van eerste aanleg, correctionele rechtbank         |
| Steden en gemeenten |       | Gemeenteraad | College van burgemeester en schepenen                                                      | Vrederechter, politierechtbank                               |

(*) Een deel van de uitvoerende bevoegdheden worden in Brussel uitgeoefend door de Vlaamse Gemeenschapscommissie (VGC). Dit is evenwel géén regering, maar een ondergeschikt, uitvoerend bestuur.
Geografie · Bevolking · Overheid · Economie · Vervoer · Defensie